# 白相思樹

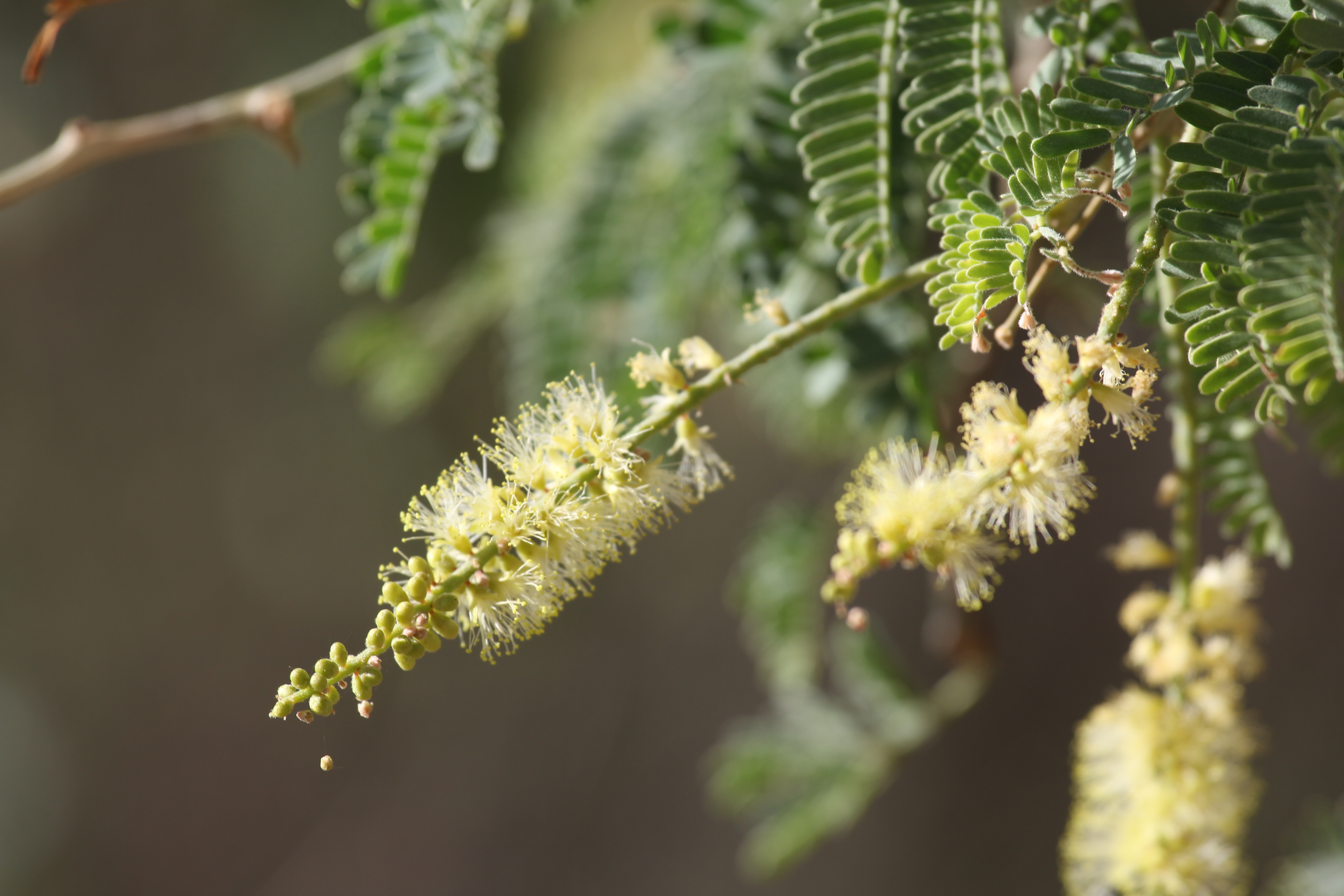
Faidherbia albida

白相思樹（學名：Faidherbia albida）又稱相思樹、微白金合歡，是一種豆科植物，原產於非洲與中東地區。